# Васил Зограф
Васил (Василак) Георгиев Зограф е български зограф от Македония, творил във втората половина на XIX век.

## Биография
Роден е в Струмица, тогава в Османската империя. Негов баща е видният зограф и строител Георги Велянов. Васил работи във втората половина на XIX век. Автор е на някои от иконите в църквата „Св. св. Константин и Елена“ в Раклиш. Фреските на църквата „Св. св. Константин и Елена“ от 1859 година в Разловци са дело на Васил. Иконите на църквата са от XIX век, дело на Григорий Пецанов, Васил Зограф и неизвестни автори. Васил изписва в църквата иконите и на цар Константин и царица Елена.
Негови са по една икона в църквите „Св. св. Константин и Елена“ в Моноспитово и „Успение Богородично“ в Секирник. Работи и в „Свети Атанасий“ в Пърждево.
Автор е на иконите на Богородица и Христос, поставени на иконостаса на църквата „Свети Мина“ в Кюстендил. Васил се подписва и на двете икони, датирани от 1860 година. На иконата на Богородица пише: „Азъ Васілъ Зуграфъ отъ Струмница: 1860 Помѧни Гди еснафъ дулгерскій поклониха за душевно ихъ спасеніе“, а на тази на Исус Христос – „Азъ Васілъ зѡ Ст(р)умница 1860. Помѧни Гди еснафъ ковачкій поклониха за душевное ихъ спасеніе“
Най-вероятно негови са и иконите в църквата „Свети Теодор Тирон“ в Соволяно, Кюстендилско. Иконата на Богородица в соволянската църква например е почти идентична с едноименната икона на Васил Зограф, работена през същата 1860 г. за „Свети Мина“. Иванка Гергова нарича Васил Зограф „твърде интересен майстор“ и смята, че в иконите му има орнаментика, която напомня работите на Данаил Щиплията, изпълнил две години по-късно икона за същата кюстендилска църква. Според Гергова е възможно Данаил да е познавал зографа или дори да е негов или на баща му ученик.